# Magdalena Tul
Magdalena Ewa Tul (Gdańsk, 29 april 1980) is een Poolse zangeres. 
Tul begon met zingen op haar twaalfde. Tijdens haar tienerjaren zat ze ook in een bandje en trad ze op voor kleine publieken. In 2011 deed ze mee aan Krajowe Eliminacje en won ze de finale. Met het lied Jestem trad ze aan in de eerste halve finale van het Eurovisiesongfestival 2011 in buurland Duitsland. Ze werd er laatste. Tekst en muziek van het lied Jestem werden door haarzelf geschreven. Tul is voornamelijk bekend van musicals, waarin ze in 2000 actief werd. In 2005 deed ze al eens een poging om naar het songfestival gaan, maar in de interne selectie eindigde ze als negende, onder de artiestennaam Lady Tullo.
Tul bracht in 2007 haar eerste album uit, V.O.H. - The Victory of Heart . In 2007 volgde het album Brave.
Tul is ook te zien in verschillende televisieseries en films. Zo deed ze in 2013 mee aan The Voice of Poland. Ze kwam tot de zogenaamde Knock-outs.
1994: Edyta Górniak · 
1995: Justyna Steczkowska · 
1996: Kasia Kowalska · 
1997: Anna Maria Jopek · 
1998: Sixteen · 
1999: Mietek Szcześniak · 
2001: Piasek · 
2003: Ich Troje · 
2004: Blue Café · 
2005: Ivan & Delfin · 
2006: Ich Troje · 
2007: The Jet Set · 
2008: Isis Gee · 
2009: Lidia Kopania · 
2010: Marcin Mroziński · 
2011: Magdalena Tul · 
2014: Donatan & Cleo · 
2015: Monika Kuszyńska · 
2016: Michał Szpak · 
2017: Kasia Moś · 
2018: Gromee feat. Lukas Meijer · 
2019: Tulia · 
2021: Rafał · 
2022: Ochman · 
2023: Blanka · 
2024: Luna · 
2025: Justyna Steczkowska